# ドラえもんのひみつ道具 (1979年のテレビアニメ う-お)
「ドラえもんのひみつ道具 (1979年のテレビアニメ う-お)」では、藤子・F・不二雄原作のテレビアニメ『ドラえもん』（第2作第1期）に登場するひみつ道具のうち、名称の読みが「う」で始まるものから「お」で始まるものまでを列挙する。

## ウオッチンググラス
ウオッチンググラスは、「ウォッチンググラス」（1992年9月11日放送、映像ソフト未収録）に登場する。
双眼鏡型の道具。探したいものの名前を入力しておくと、それが近くに存在するときに音で知らせてくれる。レンズをのぞくと、探し物が左右のどちらにあるかを表示する。

## ウキウキプール
ウキウキプールは、「ウキウキプール」（1996年8月23日放送、映像ソフト未収録）に登場する。
たんぼロールのようにロールマットになっているプール。床に広げるだけでプールとして使える。浮力が大きいので、泳いでも体が沈みにくい。

## 宇宙交信電話機
宇宙交信電話機（うちゅうこうしんでんわき）は、「宇宙救命ボート」（てんとう虫コミックス『ドラえもん』第32巻収録「のび太も天才になれる?」のアニメ化作品。1983年6月3日放送、DVD『TV版ドラえもん』第58巻に収録）に登場する。
広い宇宙の離れた星同士で交信するための電話機。作中では地球のドラえもんがそっくり星のドラえもんへ電話をかけて通話した。

## 宇宙船手作りキット
宇宙船手作りキット（うちゅうせんてづくりキット、英語: Space Ship KIT）は、「のび太ロケット銀河へ!」（2005年2月18日放送、映像ソフト未収録）に登場する。
おもちゃのロケットを本物のロケットのようにするためのキット。ナビゲーションシステムや重力制御装置も備えているという。ビッグライトなどで大きくして使用する。水中での使用は考慮されていない。
テレビ朝日の公式サイトでは名称を「宇宙船キット」としている。

## うっとりイヤホン
うっとりイヤホンは、「うっとりイヤホン」（1981年4月1日放送、映像ソフト未収録）に登場する。
補聴器のように耳にはめて使用する道具。耳にはめると、どんな騒音もお小言も美しい音楽に変えてくれる。

## ウラヤマしい
ウラヤマしいは、「ウラヤマしい」（1999年11月19日放送、映像ソフト未収録）に登場する。
シイの実を象った道具。シイの実のヘタにあたる部分を押すと、実の先端から光線が出る。その光線に当たった者は、使用者をうらやましがるようになる。

## ウルトラモーターローラースケート
ウルトラモーターローラースケートは、「発電王エネソン」（1999年1月22日放送、映像ソフト未収録）に登場する。
ローラースケートを象った道具。発電王エネソンを背負ってこのローラースケートをはくと、発電王エネソンが電気エネルギーを電波に乗せてローラースケートに送り、そのエネルギーでローラースケートは自動的に走り出す。走行速度は電気エネルギーの強さに比例する。そのため、太陽の出ている日中は発電王エネソンを太陽光発電で動かすのではなく、そよ風を利用した風力発電のみを利用すると快適な走行速度が出る。ローラースケートはただ一方向に走るので、曲がりたいときは体を傾けるなど工夫する必要がある。

## ウワサ鳥専用捕獲網
ウワサ鳥専用捕獲網（ウワサどりせんようほかくあみ）は、「風のウワサ鳥」（1999年7月2日放送、映像ソフト未収録）に登場する。
虫取り網を象った道具。「風のウワサ鳥」を捕獲するために使用する。

## ウワサの根
ウワサの根（ウワサのね）は、「根も葉もあるウワサ」（2002年8月23日放送、映像ソフト未収録）に登場する。
ピンク色のイモのような機械。マイク部分にウワサを吹き込むと、その「根」から芽が出て花が咲き、タンポポの綿毛のようなものができる。綿毛が「ウワサの種」を飛ばして人を信じさせる。取り消しボタンを押すとすぐに取り消すことができる。成長が遅いときは、液体肥料を1滴たらすとよい。肥料を与えすぎると、ウワサの種に尾ひれが付いて、ウワサが拡大解釈されて広まってしまう上、取り消しボタンを押しても消えなくなる。『人の噂も七十五日』ということわざの通り、75日経過するとどんなウワサも消滅するが、逆に言えば尾ひれの付いたウワサは75日経つまで決して消えない事になる。本編ではゴキブリやネズミが大量に発生してママとドラえもんは失神し（ママはゴキブリに覆われると黒くなり、ドラえもんはネズミに覆われると白くなる）、家の外にも沢山の犬や猫が押し寄せ、仕事帰りになったパパはその光景に啞然としたため、机の上まで避難したのび太は「もう噂はヤダ～!!」と部屋で嘆いた（リニューアルされたオチのBGMが途切れて『人の噂も七十五日』が表示されると「ヤダ～!!」とのび太の泣き顔が画面中央に出る演出が入る）。

## 運動記憶ジャージ
運動記憶ジャージ（うんどうきおくジャージ）は、「運動記憶ジャージ」（2002年7月26日放送、レンタル専用VHS『ドラえもん テレビ版スペシャル特大号 夏の巻6』に収録）に登場する。
このジャージを着て、胸の中央に内蔵されているカメラで人、動物、物の動きを捉えると、どんなに運動神経の鈍い者でも、それとまったく同じ動きをすることができる。ジャージを着込むとジャージが消え、ジャージを着ていることが他の者にばれないといった効果もある。

## うんどうまんぞく
うんどうまんぞくは、「うんどうまんぞく」（1993年4月16日放送、映像ソフト未収録）に登場する。
ドリンク剤の一種。容器には「UNDOU MANOKU」と書かれている。余白に目的地、あるいは目的の行動を記入してドリンク剤を服用すると、体が虫のように小さくなる。目的地への到達、あるいは目的の行動を達成すると、体は元の大きさに戻る。途中でタケコプターを使うなど、ずるいことをすると元に戻れなくなるという。体を小さくして運動量を増やすために使用する。

## エイコーの花道
エイコーの花道（エイコーのはなみち）は、「エイコーの花道」（1999年6月18日放送、映像ソフト未収録）に登場する。
赤いじゅうたんのような道具。中心のお立ち台に立った者は、何かをやろうとしたり、「――をやめないか」と問われると、そのことから花々しく引退したくなり、口上を述べた後に涙ながら引退を宣言する。ただしこの道具で引退を宣言したあとに、今きたばかりの花道を戻って再びお立ち台に上ると、その者は引退せずがんばることを宣言してしまう。

## 衛星リフトとコントローラー
衛星リフトとコントローラー（えいせいリフトとコントローラー）は、「衛星リフト」（1995年7月21日放送、映像ソフト未収録）に登場する。
UFOキャッチャーのような形をした衛星リフトと、コントロールモニターのセット。目的地までの距離、高度、周回時間を設定すると、その設定に応じた円軌道が計算される。設定を終えると衛星リフトはアームで人間をつかみ、設定された円軌道を周回飛行する。衛星リフトに付いているボタンを押すと地面に降ろしてくれる。衛星リフトが降ろした地点に立っていると、衛星リフトが真上に来たとき、先ほど運んだ人間をつかんで再び飛行する。飛行中に設定を変更することもできる。

## 栄養たっぷり入った水
栄養たっぷり入った水（えいようたっぷりはいったみず）は、「空中ガーデン」（1998年7月17日放送、映像ソフト未収録）に登場する。
じょうろに入った液体。「空中ガーデン」専用。栄養分が豊富に含まれており、植物に与えると急速に成長する。

## 液体リモコン
液体リモコンは、「水玉カプセルの旅」（1999年1月15日放送、映像ソフト未収録、第2作2期では2023年3月11日放送）に登場する。
液体を自在に操ることができるリモコン。大山版では四角い本体に大小の丸ボタンがそれぞれ1つと6つついていたが、水田版では上下逆のしずく型の本体に丸い十字ボタンが1つで小さな四角ボタンが2つついたデザインになっている。作中では乗り物に入り込んでしまった水を排出したり、水を使った造形などを行ってジャイアンとスネ夫の2人を懲らしめる際、主の声は大山版ではほぼドラえもんの声そのままで、ゴミを片付ける時はボートを押えて右手でゴミを拾って頭ごと水かぶりにしていたが、水田版では変声機を使ったような声になっており、川に捨ててあるゴミを片付ける時は右手で拾ってからゴミを両手で持ち、ジャイアンとスネ夫の2人を頭ごと水かぶりにする。

## 縁むすビー
縁むすビー（えんむすビー）は、「縁むすビー」（2003年3月14日放送、映像ソフト未収録）に登場する。
小さなハチの巣のような容器。ボタンを押すとつがいのミツバチロボットが出る。「――をする縁むすビー」あるいは「――になる縁むすビー」と唱え、対象者の2名を指定すると、ミツバチロボットがその2名のほほを刺す。2匹のミツバチロボットの針は赤い糸でつながっており、またこの針に刺されても痛みはない。レベルを3段階に調節することができる。普段使用する場合はレベルを最小にしておき、短時間で効き目が消えるようにするのがよい。レベルを最大にすると、頭に王冠を載せたミツバチロボットが出現し、離れたくても離れられないという強力な効果を発揮する。

## 王国エキス
王国エキス（おうこくエキス）は、「王国エキス」（2002年7月19日放送、映像ソフト未収録）に登場する。
この液体を地面の4点に垂らすと、その4点を頂点とする四角形の内側が「王国」になる。王国エキスの使用者がその領域での王になる。領域内の者は王を崇めたくなり、王に対する狼藉はできなくなる。また領域内の者は王に頼みごとをすることができ、王はそれを断ることができない。
作中なぜかドラえもんだけには効用が見られなかった。

## 王様かんむり
王様かんむり（おうさまかんむり）は、「ミニドラ大脱走」（1996年12月13日放送、映像ソフト未収録）に登場する。
王冠を象った道具。作中ではミニドラが出した。これを頭に載せた者は、領地（自分の家の敷地）内では王のように振舞うことができる。つまり、領地に入った者は王の言葉に逆らえなくなる。

## 王様セット
王様セット（おうさまセット）は、「王様セット」（1998年2月13日放送、映像ソフト未収録）に登場する。
王冠と3体の小さなロボットのセット。詳細は以下の通り。
王冠
小さな王冠。これを被ると、3体のロボットがその人を主として付き従う。逆に言えば、ロボットが王冠を被っている者を見ていないと、付き従わない。
ナイト
甲冑を着た騎士のロボット。王冠を被っている者を守ったり、危害を加える者に攻撃する。
ビショップ
僧侶のロボット。王冠を被っている者に対して厳しい事を言う事がある。強力な電撃を出す事が出来る。
ピエロ
道化師のロボット。踊りで怒っている人を笑わせる効果がある。戦闘には参加せず、王冠を被っている者を応援する。

## お絵かき探知機
お絵かき探知機（おえかきたんちき）は、「ミニドラレンタル中」（2002年10月4日放送、レンタル専用VHS『21世紀テレビ文庫 テレビ版ドラえもん』第33巻に収録）に登場する。
ミニドラが出した道具。モニターテレビにアームとキャタピラが付いたような道具。探したいものの絵を描いて読み込ませると、即座に走り出し、絵に似たものを取ってくる。ただし絵を正確に書かないと、見当はずれなものばかり見つけてきてしまう。

## 大型強力磁石
大型強力磁石（おおがたきょうりょくじしゃく）は、「鉄筋肉クリーム」（2000年6月23日放送、映像ソフト未収録）に登場する。
巨大なU型磁石。始動すると、U型の先端でその直線方向の先にある強磁性体を吸い付ける。

## オートタイマー付きカメラ
オートタイマー付きカメラ（オートタイマーつきカメラ）は、「バッジをさがせ」（てんとう虫コミックス『ドラえもんプラス』第2巻収録「バッジどろぼう」のアニメ化作品。1990年10月26日放送、レンタル専用VHS『21世紀テレビ文庫 テレビ版ドラえもん』第10巻に収録）に登場する。
鳥のような姿をしたカメラ。カメラにタイマーをセットすれば、その場にいなくてもその時間帯に写真を撮る事が出来る。レンズは遮る物を除き、数百メートル先を見る事が出来る。
なお、原作ではドラえもんが空き箱で作ったカメラになっている。

## オールマイティ・チェア
声 - 前田千亜紀
オールマイティ・チェアは、「オールマイティ・チェア」（1999年4月30日放送、DVD『ドラえもんコレクションスペシャル特大号 春の5』に収録）に登場する。
このイスに座ると「全自動おまかせ装置」が起動し、名前の通りあらゆる事において座った人間の世話をしてくれる。漫画が読みたいと言えば本棚から注文通りの漫画を取り寄せ、ゲームがしたいと言えばゲーム機が出てくる。他にも運動不足解消の為にルームランナーに変形する機能なども付いている。また、椅子自体に飛行機能があり、座ったまま移動も可能。しかし一度全自動おまかせ装置を起動してしまうと、本人の意思を無視して強制的に世話をされてしまう。もし他人が当人を降ろそうとしたり、全自動おまかせ装置を解除しようとしたりすると電撃やアームで攻撃してまで阻止しようとする。それどころか本人が降りたいと言っても無理矢理座らせられ、安全に降りる事すら出来ない明らかな欠陥道具である。
作中では未来デパートから取り寄せたお試し品を壊してはいけないというドラえもんの警告を無視したのび太が降りられなくなってしまい、ジャイアンとスネ夫が二人掛かりで押さえ付けてようやくリセットボタンをドラえもんによって押す事ができた。
その後、新しい座椅子が欲しかったパパが座り、「全自動おまかせ装置」が再起動した。

## おかえしじしゃく
おかえしじしゃくは、「おかえしじしゃく」（1999年6月4日放送、レンタル専用ビデオ『21世紀テレビ文庫 テレビ版ドラえもん』第32巻に収録）に登場する。
マイクに向かって「――（返して欲しいものの名称）を返して」と言うと、それを借りていた人は体が勝手に動いて返しに行く。物に限らず、恩や見返りなども返させる事ができる。しかし良いものばかりとは限らず、もし返して欲しいものを指定しないで「なんでもいいから返して」などと言ってしまうと、訳の分からないものを返されたり、逆に罰や仕返しを受けてしまうこともある。

## 起き上がり小帽子
起き上がり小帽子（おきあがりこぼし）は、「起き上がり小帽子」（1994年6月10日放送、映像ソフト未収録）に登場する。
帽子を模した道具。これをかぶっていると、バランスを崩して転びそうになっても、帽子に内蔵された反動装置が働いて、体の傾きが正常に戻るという。

## お好みタイセット
お好みタイセット（おこのみタイセット）は、「汗水流しタイ」（1994年9月2日放送、映像ソフト未収録）に登場する。
4本のネクタイのセット。作中は「汗水流しタイ」を使用したほか、「楽して儲けタイ」や「宿題やらずに遊びタイ」というネクタイがある。ネクタイを首元へあてがうと自動的にネクタイがしまり、目標を達成するまでは絶対にはずれない。ネクタイをしめている間は、より早く目標を達成できるようにとネクタイがいろいろ誘導してくれる。

## お好みルームカタログ
声 - 瀧本富士子
お好みルームカタログ（おこのみルームカタログ）は、「お好みルームカタログ」（2004年2月13日放送、映像ソフト未収録）に登場する。
この道具から「四次元ドアシート」を取り出して、カタログから好きな部屋を選ぶと、四次元空間に部屋ができる。カタログには、命令機能がついており、マイクに向かって、してほしいことを言うと、言ったことをしてくれる。部屋同士は繋げることが可能で、スペアのドアを出せば、どこからでも入ることができる。部屋をカタログに戻したいときは、吸引する機械を取り付ければよい。このとき、中に人がいると、中にいた人も一緒にカタログの中に入ってしまう。

## お座敷海水浴セット
お座敷海水浴セット（おざしきかいすいよくセット）は、「お座敷海水浴セット」（1998年7月24日放送、映像ソフト未収録）に登場する。
白いじゅうたんを砂地に、青い布を海に見立てて、ヤシの木を部屋の隅に置き、実景プラネタリウムで海の立体映像を映し出すと部屋が海になるので、部屋の中で海水浴を楽しむことができる。ただし部屋の広さは変わらない。

## おしゃべりスプレー
おしゃべりスプレーは、「おしゃべりスプレー」（1998年9月11日放送、映像ソフト未収録）に登場する。
このスプレー缶に入ったガスを吹き付けられた物体は、口ができてしゃべったり、わずかに動いたりすることができる。効果は30分間持続する。

## おしゃべりペットフード
おしゃべりペットフードは、「おしゃべりペットフード」（1998年4月17日放送、映像ソフト未収録）、「ポンプ地下室で街をつくろう」（1999年3月26日放送、DVD『ドラえもん コレクション・スペシャル 春の5』に収録）に登場する。
「おしゃべりペットフード」登場分
動物が言葉を話せるようになる。効果は30分。
「ポンプ地下室で街をつくろう」登場分
錠剤のようなペットフード。これを食べると、倒れそうなほど弱っている動物でも元気になり、さらに人間の言葉をしゃべるようになる。

## お助け吸いとりくん
お助け吸いとりくん（おたすけすいとりくん）は、「ミニドラはカゼの素」（2003年12月12
日放送、映像ソフト未収録）に登場する。
ブタの鼻がゾウのように伸びたような形をしている道具。作中では使用方法の直接的な描写がないが、この道具で部屋いっぱいの水を吸い取ることができる。同様の道具にすいとるゾウ、バキュームゾウがある。

## お助けスノー手袋と的
お助けスノー手袋と的（おたすけスノーてぶくろとまと）は、「お助けスノー手袋」（2001年2月23日放送、映像ソフト未収録）に登場する。
ピンク色のミトン手袋と、てのひらサイズの的のセット。この手袋をはめていると、雪遊びの際に怪力を発揮することができる。付属の的を人間の背中などに付けておくと、この手袋で投げた雪球が、的を付けている者にかならず命中する。

## お助けマジックハンド
お助けマジックハンド（おたすけマジックハンド）は、「マンモスウォッチング」（2004年7月23日放送、映像ソフト未収録）に登場する。
ノビールハンドのような道具。マンモスの子供1頭程度であれば軽々と引っ張ることができる。

## お助けマット
お助けマット（おたすけマット）は、「謎の四次元カバン」（てんとう虫コミックス『ドラえもん』第4巻収録「未来世界の怪人」のアニメ化作品。2002年3月30日放送、レンタル専用VHS『ドラえもん テレビ版スペシャル特大号 春の巻6』に収録）に登場する。
人が高所から落下した際など、救助のために地面に敷く円形クッション。ただし、少しでも位置がずれてると当然意味がない。
同様の道具として、テレビアニメ第2作第2期「ウルトラリング」（2011年7月22日放送）に登場する「救命クッション」がある。

## おだてパワーメガホン
おだてパワーメガホンは、「おだてパワーメガホン」（2002年12月20日放送、映像ソフト未収録）に登場する。
拡声器を象った道具。この道具でおだてたり応援したりすると、対象者は途端にやる気が出て、普段以上の能力を発揮してしまう。

## おつかいバッグ
おつかいバッグは、「おつかいバッグ」（1996年3月22日放送、映像ソフト未収録）に登場する。
このバッグを手に持つと無性にお使いに行きたくなるが、特定の指示を出さない限りバッグをもった人物の考えで行動してしまいバッグを手放すと効果が切れることから、ジャイアンのおかげで野比家の夕食がジャイアンの購入したピーマンだらけになってしまう。

## おてがるサーフボード
おてがるサーフボードは、「おてがるサーフボード」（1998年7月3日放送、映像ソフト未収録）に登場する。
サーフボードと腕時計型リモコンのセット。腕時計型リモコンの青いボタンで波の高さを設定すると、ボードはその高さまで床から浮き、床から波が上がる。リモコンの赤いボタンを押すとアクセルペダルが出現するので、ペダルを踏む強さで移動速度を自在に変えることができる。ペダルから足を離すとブレーキがかかり、その場に静止する。このボードにはオートバランサーが内蔵されているため、よほどバランス感覚の悪い者でない限り、バランスを崩さずに波乗りを楽しむことができる。

## お天気コーカン地図
お天気コーカン地図（おてんきコーカンちず）は、「お天気コーカン地図」（2003年5月23日放送、映像ソフト未収録）に登場する。
付いているコマを世界中の国の場所に置くと、その国の天気と書いた場所の天気を入れ替えることができる。
作中では、のび太、ジャイアン、スネ夫たちがサッカーの試合をする日に雨がふっていたため、地図で天気を入れ替えた。家に地図が置いてあるのを発見したのび太のママがいろんな国の場所にコマを移動させたため、のび太、ジャイアン、スネ夫のチームや観戦に来ていたドラえもんとしずか、相手チームのメンバーが大風や吹雪、嵐や竜巻などに巻き込まれた。

## おとききグラス
おとききグラスは、「ねじ巻き旅行記」（2003年1月24日放送、映像ソフト未収録）に登場する。
ワイングラスとガラス棒のセット。グラスの側面にいろいろな色の線が引いてある。ガラス棒で叩くときれいな音が鳴る。作中では詳しい説明がないが、棒で叩いくとオレンジジュースやコーラを出すことができるよう。

## おとぎ話シリーズグッズ
おとぎ話シリーズグッズ（おとぎばなしシリーズグッズ）は、「おとぎ話グッズ」（1995年6月16日放送、映像ソフト未収録）に登場する。
おとぎ話に出てくる道具がいろいろ入ったセット。実物ミニチュア大百科のように本の中から取り出して使用する。どの道具も、一度使用したら効果はなくなる。
眠れる森の美女の糸車
糸車のミニチュアのような道具。この針の先に触れるとたちまち眠ってしまう。目覚めさせるに愛する者の接吻は不要で、眠っていた者は自分で起きる。
ハーメルンの笛吹きの笛
吹くとネズミを呼び寄せる笛。
カボチャの馬車
カボチャを模しており、地面に投げると馬車に変化する。午前、午後を問わず12時になるとカボチャに戻ってしまう。
金太郎の前掛け
「金」と書かれた赤い前掛け。これを付けると相撲で怪力を発揮することができる。
かさ地蔵のかさ
笠と灰色の雨合羽のセット。雨天時、困っている人たちにこれを着てもらうと、夜更けにぞろぞろとお礼にやってくる。お礼といっても各々が自分の得意なことを披露するだけなので、迷惑にしからならない場合もある。かさを与えられた者自身が満足するまで帰らない。作中ではジャイアンが歌、しずかがバイオリン、スネ夫がラジコンの操縦。

## お願い流れ星
お願い流れ星（おねがいながれぼし）は、「ドッキリ流れ星」（2002年11月8日放送、映像ソフト未収録）に登場する。
フラワーロックのような形の道具。植木鉢からのびる支柱の先には☆の形をした物体が付いており、植木鉢にはボタンが1つ付いている。星の見える夜にボタンを押すと☆に目が付く。流れ星が降りそうになると音楽が鳴り、クネクネと動き出し、流れ星が出る方向を指す。その流れ星が消える前に願い事をすると、どんな願いでもかなう。

## お話体験セット
お話体験セット（おはなしたいけんセット）は、「アンタガ主役バッジ」（1998年10月16日放送、映像ソフト未収録）に登場する。
童話や絵本の世界に入って体験できる道具。童話や絵本の任意のページを開いてスキャナーの上に置くと読み込まれ、モニターテレビにその場面のイラストが映し出される。好きな登場人物の箇所に飛び込むと、その登場人物になりきることができ、スキャナーに読み込ませたページに書かれた部分の体験ができ、終わると物語世界から出ることができる。スキャナーには追加で別の本を読み込ませることができ、物語世界は追加で読み込んだ物語に自動的に変化し、中に入っている者の配役も自動的に変更される。

## お百度エンヤコラ餅
お百度エンヤコラ餅（おひゃくどエンヤコラもち）は、「お百度エンヤコラ餅」（1991年11月29日放送、映像ソフト未収録）に登場する。
臼と杵、それと米「ねがいコメ」のセット。他人のための切実な願い事があるときに使用する。お百度参りをするように、この杵で100回休まず米をついて餅を作る。施したい人にその餅を食べさせると成就する。

## お袋さま
お袋さま（おふくろさま）は、「のび太と牛若丸」（2003年4月18日放送、映像ソフト未収録）に登場する。
お守りを模した道具。これを身に着けていると、ここぞというときに、母親への想いが強ければ強いほど超人的な力がわく。

## おへんじペットボトル
おへんじペットボトルは、「おへんじペットボトル」（2000年7月14日放送、映像ソフト未収録）に登場する。
ペットボトル型の道具。『西遊記』の金角大王と銀角大王の持つ魔法の瓢箪のように使用する。この道具を持ちながら相手の名前を呼び、呼ばれた者が返事をした瞬間、その返事をした者が道具の中に吸い込まれる。
ペットボトルを逆さまにしてペットボトルの中にいる人の名前を言うと、その人が出てくる。ペットボトルの中は四次元になっており、どこでもドアは使用できないが、四次元ポケットを潜ってスペアポケットから出てくることは可能。

## おまかせディスク
おまかせディスクは、「おまかせディスク」（2003年5月16日放送、映像ソフト未収録）に登場する。
MOのような赤色と青色の2枚のディスクのセット。青色のディスクにはハウスキーパー、マラソンランナー、相撲取りなどのプログラムが内蔵されている。ディスクを自分にインストールし、鼻の頭を押してプログラムを選択する。プログラムを実行すると体が勝手に動いて、仕事を片付けることができる。
赤色のディスクはブランクディスク。インストールして両耳を引っ張ると、その間に見た体の動きや音声が保存される。鼻の頭を押すと、さきほど保存した内容を再生する。保存できることは1つだけなので、何かプログラムが保存されている状態で両耳を引っ張ると、上書き保存を行うことになる。

## オマモリクン
声 - 佐藤ゆうこ
オマモリクンは、「オマモリクン」（2002年6月28日放送、映像ソフト未収録）に登場する。
小さな人形。これを頭に載せて目的を告げると、目的を達成するための安全な方法を教えてくれたり、危険が迫っている場合に知らせてくれたり、探し物のある場所を教えてくれたりする。ただしオマモリクンの指示が必ずしも最善とは限らず、本当に困ったときに頼んでもどうにもならないことがある。
実際にのび太が使用した際にしずかと恋人同士なりたいと告げた時に入浴中のしずかを覗いたため逆に嫌われたり、ジャイアンの母ちゃんに匿ってもらうつもりが逆にジャイアンに追い詰められたりなど良かれと思ったつもりが逆効果に陥ってしまっていた。

## オモイコミミー
オモイコミミーは、「オモイコミミー」（2000年2月18日放送、映像ソフト未収録）に登場する。
ヘッドフォンのような形の道具。使い方はオモイコミンと同じ。

## 思い出しトンカチ
思い出しトンカチ（おもいだしトンカチ）は、「思い出しトンカチ」（1995年7月14日放送、映像ソフト未収録）に登場する。
ピコピコハンマーを模した道具。なにか思い出したいことがあるとき、これで自分の頭を叩くと、そのことを思い出すと同時に、当時の精神状態に戻る

## 思い出コロン
思い出コロン（おもいでコロン）は、「スカーフの思い出」（1992年12月18日放送、映像ソフト未収録）に登場する。
衣類にこのコロンを吹き付け、それを羽織ると、それにまつわる思い出が頭の中へ浮かんでくる。

## 思い出体験アルバム
思い出体験アルバム（おもいでたいけんアルバム）は、「思い出体験アルバム」（1998年7月10日放送、映像ソフト未収録）に登場する。
思い出カメラと体験アルバムのセット。行きたい場所の写真を片手に持って、あたかもその場所での体験を満喫したかのような表情をし、その様子をこのカメラで正面から撮影すると、すぐに合成写真が現像される。その写真をこのアルバムに挟んでボタンを押すと、写真の世界に入ることができる。写真の世界を体験したあとに、カメラの前に立って写真と同じポーズを取ると、写真の世界から出ることができる。

## 思いでボックス
思いでボックス（おもいでボックス）は、「思いでボックス」（1997年12月22日放送、DVD『ドラえもんコレクションスペシャル特大号 冬の5』に収録）に登場する。
この箱に向かって「――の（――な）思い出のもの、出てこい」と言うと箱のふたが開き、思い出の物品の複製品が飛び出す。その品に触れると、辺りに当時の情景が現れる。箱のふたを閉めるとすべて消滅する。

## 重さ吸いとりスポイト
重さ吸いとりスポイト（おもさすいとりスポイト）は、「重さ吸いとりスポイト」（2003年7月11日放送、映像ソフト未収録）に登場する。
スポイトを模した道具。赤色のボタンを押し、狙いを定めてスポイト操作を行うと、スポイトを向けた先にある物体の重量を吸引する。吸い取る量はダイヤルで調節することができる。緑色のボタンを押して同様の操作を行うと、スポイトを向けた先にある物体に重量を移すことができる。

## おもちゃ救急隊セット
おもちゃ救急隊セット（おもちゃきゅうきゅうたいセット）は、「おもちゃタウン」（2003年6月6日放送、映像ソフト未収録）に登場する。
壊れたおもちゃを自動的に修理してくれる、救急箱を象った箱。ボタンを押すと箱が開いて、中から4体の小さなロボットが出てくる。損傷の具合を診察する医師ロボット、それを記録する看護師ロボット、それを受けて修復作業を行う2体のロボットで構成されている。また、おもちゃ救急隊が修復したおもちゃは自律行動できるようになる（しゃべるようにはならない）。

## 音声チェンジシーバー
音声チェンジシーバー（おんせいチェンジシーバー）は、「プラネタリウム式3D」（1995年9月1日放送、映像ソフト未収録）に登場する。
周波数を合わせてこのトランシーバーに向かってしゃべることで、任意の音声のセリフを変えることができる。作中ではプラネタリウム式3Dで作成した立体映像の観客の歓声のセリフを変えた。

## 温泉エッグ
温泉エッグ（おんせんエッグ）は、「ミニドラと温泉エッグ」（2004年2月6日放送、映像ソフト未収録）に登場する。
この卵を地面に投げつけると、そこが温泉になる。さまざまな種類があり、作中では以下の4種類が登場した。
- お肌ツルツル
- 全身ポカポカ
- ぐっすりスヤスヤ
- 肩こりスッキリ

複数の卵を投げつけて温泉を連結する事も可能で、坂道で行えばウォータースライダーを作る事もできる。但し、温泉は数分たつと消える。

## 温泉探知機
温泉探知機（おんせんたんちき）は、「特賞! のび太温泉」（1998年2月6日放送、映像ソフト未収録）に登場する。
温泉マーク「♨」が描かれている機械。付近に温泉があると反応する。